# Fukasaku Kenta
Fukasaku Kenta (深作 健太 Fukasaku Kenta, sinh ngày 15 tháng 9 năm 1972 tại Tokyo) là một nhà làm phim và biên kịch người Nhật Bản. Anh là con trai của đạo diễn Fukasaku Kinji và nữ diễn viên Nakahara Sanae.

## Sự nghiệp
Anh có tác phẩm viết kịch bản đầu tay trong bộ phim cult Nhật Bản nổi tiếng Battle Royale, do cha anh làm đạo diễn. Anh viết kịch bản cho phần tiếp theo Battle Royale II: Requiem và nhận trách nhiệm đạo diễn khi cha anh mất vì ung thư. Bộ phim được công chiếu tại Nhật Bản vào mùa đông năm 2003.
Năm 2005, anh đạo diễn bộ phim tên là Under the Same Moon (同じツキみている Onaji tsuki o miteiru) với sự tham gia của Yamamoto Tarō từ phim Battle Royale. Anh chuyển thể tác phẩm manga Sukeban Deka lên màn ảnh vào năm 2006, dưới tựa Yo-Yo Girl Cop. Anh còn đạo diễn phim kinh dị X-Cross.

## Danh sách phim

### Diễn viên
- The Challenge (1982)

### Biên kịch
- Battle Royale (2000)
- Battle Royale II: Requiem (2003)

### Đạo diễn
- Battle Royale II: Requiem (2003)
- Under the Same Moon (2005)
- Yo-Yo Girl Cop (2006)
- X-Cross (2007)
- Rebellion: The Killing Isle (2008)
- Black Rat (2010)
- Bokutachi wa sekai o kaeru koto ga dekinai (2011)
- My Summertime Map (2013)
- Ken to Merii: Ameagari no Yozora ni (2013)